# 卡纳帕卡
卡纳帕卡（Kanapaka），是印度安得拉邦Vizianagaram县的一个城镇。总人口6684（2001年）。

## 人口
该地2001年总人口6684人，其中男性3417人，女性3267人；0—6岁人口624人，其中男286人，女338人；识字率70.39%，其中男性为80.51%，女性为59.81%。